# Departamento de Policía de Detroit
El Departamento de Policía de Detroit (en inglés: Detroit Police Department (DPD)  es la policía local de la ciudad norteamericana de Detroit (Michigan) y la responsable de mantener el orden en la misma. Fundada en 1865, cuenta con casi 2.500 agentes, lo que la convierte en la organización policial más grande de Michigan.

## Historia

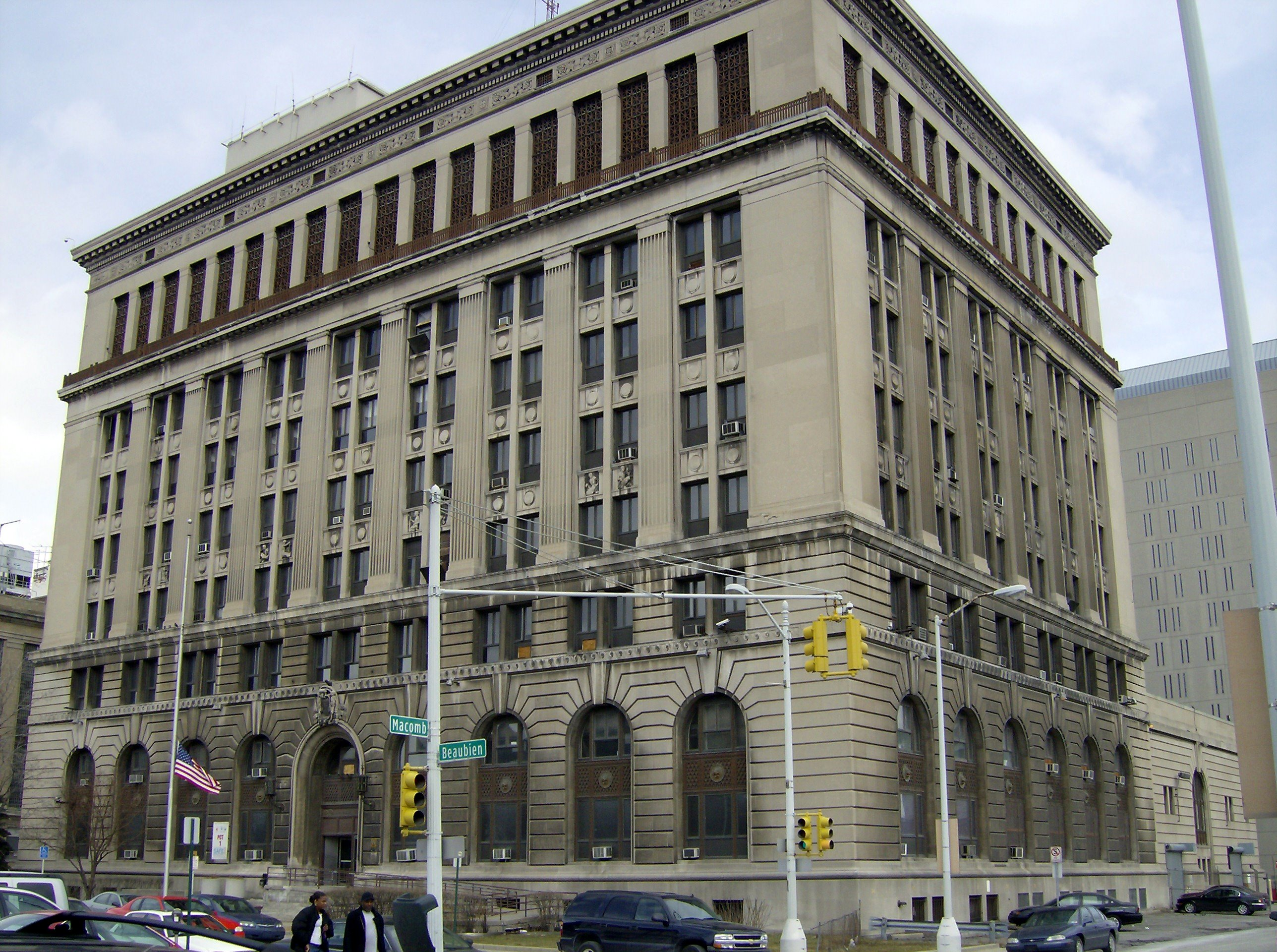
Antiguo edificio histórico donde se hallan las oficinas del Departamento de Policía de Detroit en 1300 Beaubien.

### Fundación
Los agentes (o constables) de la ciudad fueron designados a partir de 1801. Se estableció una Comisión de Policía en 1861, pero los primeros cuarenta agentes no comenzaron a trabajar hasta 1865.

### Innovaciones tecnológicas
En 1921 el Departamento de Policía de Detroit pasó a ser el primer departamento de policía del país en utilizar emisoras de radio en sus vehículos patrullas. Una placa conmemorativa en Belle Isle Park hace mención a la innovación en dicha tecnología.

### Papel de la mujer y las minorías
En 1893 el departamento contrató a su primera agente (Marie Owen) y a su primer agente negro (L T Toliver). El Departamento de Policía de Detroit estableció una División de Mujeres en 1921 para encargarse de casos de "abuso infantil, agresiones sexuales, delincuencia juvenil y control de establecimientos en busca de menores ilegales". Hasta 1973 a las agentes no se les permitía trabajar en casos penales a menos que estuviesen acompañadas por agentes masculinos, después de que una serie de juicios por discriminación provocaran cambios en la política del departamento.

### Cargos de corrupción
En febrero de 1940, el alcalde Richard Reading, el superintendente de la policía, el alguacil del condado y más de cien personas fueron acusadas por cargos de corrupción. El alcalde fue acusado de vender promociones en el departamento. Ochenta agentes fueron acusados de proteger las operaciones de juego ilegal en la ciudad. Al final el alcalde cumplió tres años en la cárcel hasta 1947.